# レアル・バリャドリード
- レアル・バジャドリード
- レアル・バリャドリー
- レアル・バジャドリー
- レアル・バリャドリッド
- レアル・バジャドリッド

レアル・バリャドリード（スペイン語: Real Valladolid Club de Fútbol, S.A.D.、スペイン語発音: [reˈal βaʎaðoˈlið ˈkluβ ðe ˈfuðβol]）は、スペイン・カスティーリャ・イ・レオン州の州都バリャドリッドに本拠地を置くサッカークラブチーム。2024-25シーズンはラ・リーガ（1部）に在籍している。

## 歴史
レアル・ウニオン・デポルティーバ・デ・バリャドリード(Real Unión Deportiva de Valladolid)とクルブ・デポルティーボ・エスパニョール(Club Deportivo Español)の合併により、1928年6月20日にレアル・バリャドリード・クルブ・デ・フトボルが誕生した。1946-47シーズンのセグンダ・ディビシオン（2部）を制し、1947-48シーズンにプリメーラ・ディビシオン（1部）に初参戦した。1948-49シーズンのコパ・デル・レイでは決勝に進出したが、エスタディオ・サンティアゴ・ベルナベウで行われたアスレティック・ビルバオ戦に1-4で敗れて準優勝に終わった。その後の10年間はトップリーグに在籍し、1957-58シーズンにはセグンダ・ディビシオン降格となったが、ホセ・ルイス・サソ監督に率いられた1958-59シーズンにはテッラーサFCを歴史的な5-0というスコアで下すなどし、わずか1シーズンでプリメーラ・ディビシオンに再昇格した。サソ監督はかつてゴールキーパーとしてレアル・バリャドリードでプレーした選手であり、最終的にはクラブの会長まで上り詰めた。
1984年には、1980年代前半のみ開催されたコパ・デ・ラ・リーガ決勝でアトレティコ・マドリードを下して優勝した。1992-93シーズン終了後にプリメーラ・ディビシオンに昇格し、2003-04シーズンまで11シーズン連続でトップリーグに在籍した。レアル・マドリード・カスティージャを指導していたラファエル・ベニテスを監督に迎え、1996-97シーズンには同期間中最高位の7位となった。2000年にはJリーグの横浜F・マリノスからレンタル移籍で獲得した城彰二が半年間在籍した。
2006年夏にはバスク人のホセ・ルイス・メンディリバル監督を招聘し、2006-07シーズンはセグンダ・ディビシオン（2部）でクラブ史上最高のひとつに数えられるシーズンを送った。ビクトルとホセバ・ジョレンテのコンビはリーグ最強と謳われ、15節終了後に首位に浮上すると、2位には勝ち点8差を付けて、セグンダ・ディビシオン史上最高の勝ち点88を獲得して優勝した。昇格を逃した4位には実に勝ち点差26も付け、2位との勝ち点差・4位との勝ち点差のいずれもセグンダ・ディビシオンの新記録を更新した。2006年10月10日から2007年5月6日まで29試合も無敗を続け、42節中34節が終了したばかりの2007年4月22日に昇格を決めた。こちらも最速昇格記録となった。同シーズンのコパ・デル・レイでは、大会を通じて控え選手中心で臨んだにもかかわらず快進撃を続け、プリメーラ・ディビシオンのジムナスティック・タラゴナ（2試合合計4-1）とビジャレアルCF（2試合合計3-1）を破って準々決勝にまで進出した。2007-08シーズンは、最終ラインを高く保った攻撃的なディフェンスと、縦に突破してクロスをあげることを徹底したサイド攻撃で、中小クラブながら旋風を巻き起こした。ホセ・ルイス・メンディリバル監督は高く評価され、アウェーでの強さが他のチームに恐れられた。2008年夏にはFWホセバ・ジョレンテがビジャレアルCFに移籍したが、MFペドロ・レオンやMFホナタン・セスマ、GKセルヒオ・アセンホなどが急成長し、目標の残留を果たした。どちらのシーズンも残留を決めたのは最終節であり、2007-08シーズンはレクレアティーボ・ウェルバに1-1で引き分けて、2008-09シーズンはレアル・ベティスに1-1で引き分けて残留を祝った。
2009-10シーズンは開幕から20試合で3勝しか挙げられないスロースタートぶりであり、2010年2月1日、ホームでのUDアルメリア戦に引き分けた後にメンディリバル監督が解任された。オネシモ・サンチェス監督が後を引き継いだが、メンディリバル監督の解任から1週間後、チームはシーズンで初めて降格圏内に足を踏み入れた。なお、メンディリバル監督が指揮を執った138試合は降格圏に落ちたことがなかった。監督交代から10試合でわずか1勝に終わり、サンチェス監督もまた解任された。かつてスペイン代表の指揮官も務めたハビエル・クレメンテ監督が登用され、残りの8試合で絶望的と言われていたプリメーラ・ディビシオン残留を目指した。いったんは残留圏内の16位に浮上したが、チームは再び下位3クラブに逆戻りし、シーズン最終節ではカンプ・ノウでFCバルセロナから勝利することが必須であった。しかし、FCバルセロナも優勝のために勝利を目指しており、結局レアル・バリャドリードは0-4で敗れ、3シーズン踏みとどまったトップリーグから脱落した。
2011-12シーズンはミロスラヴ・ジュキッチ監督のもと、3位で終え、昇格プレーオフを勝ち抜いてプリメーラ・ディビシオンに昇格したが、2013-14シーズンに、セグンダ・ディビシオン降格となった。
2017-18シーズンは5位で終え、昇格プレーオフで、スポルティング・ヒホンとヌマンシアに勝利して4年ぶりのプリメーラ・ディビシオン昇格を果たした。
2018年9月3日、元ブラジル代表のロナウドがクラブの株式の51パーセントを取得し、会長に就任。2020年4月時点で、クラブの株式の82％を所有している。

## タイトル

### 国内タイトル
- セグンダ・ディビシオン 優勝 : 3回

1947–48, 1958–59, 2006–07
- コパ・デ・ラ・リーガ 優勝 : 1回

1983-84
- コパ・デル・レイ 準優勝 : 2回

1949–50, 1988–89

## 記録
欧州カップ戦出場歴
UEFAカップ: 1984–85（1回戦敗退）, 1997–98（2回戦敗退）
UEFAカップウィナーズカップ: 1989–90（ベスト8）
新記録
セグンダ・ディビシオン歴代最多勝ち点 : 勝ち点88（2006–07）
セグンダ・ディビシオン歴代最長無敗記録 : 29試合（2006–07）
セグンダ・ディビシオン歴代最速昇格決定 : 34節（42節中、2007年4月22日）
プリメーラ・ディビシオン歴代最速得点 : 7.42秒（ホセバ・ジョレンテ、2008年1月20日、RCDエスパニョール戦、2–1で勝利）

## 過去の成績
1929年以降のすべての会長や監督を挙げている。国旗が示されていない人物はすべてスペイン人である。
| シーズン  | ディビジョン   | 順位           | 会長                                                                       | 監督 | 備考                                    |
| --------- | -------------- | -------------- | -------------------------------------------------------------------------- | --- | --------------------------------------- |
| 1929      | テルセーラ     | 5位            | ペドロ・スロアガ サントス・ロドリゲス                                      | István Plattkó |                                         |
| 1929/30   | テルセーラ     | 2位            | サントス・ロドリゲス                                                       | |                                         |
| 1930/31   | テルセーラ     | 2位            | ホセ・カンタラピエドラ                                                     | アントン・アチャランダバソ                                                                                                |                                         |
| 1931/32   | テルセーラ     | 3位            | ホセ・カンタラピエドラ                                                     | アントン・アチャランダバソ                                                                                                |                                         |
| 1932/33   | テルセーラ     | 1位            | ホセ・カンタラピエドラ                                                     | アントン・アチャランダバソ                                                                                                |                                         |
| 1933/34   | テルセーラ     | 1位            | ホセ・カンタラピエドラ                                                     | István Plattkó | セグンダ昇格                            |
| 1934/35   | セグンダ       | 2位            | ホセ・カンタラピエドラ                                                     | István Plattkó |                                         |
| 1935/36   | セグンダ       | 4位            | ホセ・カンタラピエドラ                                                     | István Plattkó |                                         |
| 1936/37   | リーグ戦未開催 | リーグ戦未開催 | ホセ・カンタラピエドラ                                                     | スペイン内戦のため リーグ戦は開催されず                                                                                   | スペイン内戦のため リーグ戦は開催されず |
| 1937/38   | リーグ戦未開催 | リーグ戦未開催 | ホセ・カンタラピエドラ                                                     | スペイン内戦のため リーグ戦は開催されず                                                                                   | スペイン内戦のため リーグ戦は開催されず |
| 1938/39   | リーグ戦未開催 | リーグ戦未開催 | ホセ・カンタラピエドラ                                                     | スペイン内戦のため リーグ戦は開催されず                                                                                   | スペイン内戦のため リーグ戦は開催されず |
| 1939/40   | セグンダ       | 6位            | ホセ・カンタラピエドラ                                                     | István Plattkó マヌエル・オルダクス                                                                                       |                                         |
| 1940/41   | セグンダ       | 10位           | ホセ・カンタラピエドラ                                                     | フアニン |                                         |
| 1941/42   | セグンダ       | 5位            | ホセ・カンタラピエドラ                                                     | Károly Plattkó |                                         |
| 1942/43   | セグンダ       | 2位            | ホセ・カンタラピエドラ                                                     | Károly Plattkó |                                         |
| 1943/44   | セグンダ       | 14位           | ホセ・カンタラピエドラ ホセ・ゴンサレス                                    | アルフォンソ・マルティネス ホセ・プラナス                                                                                 | テルセーラ降格                          |
| 1944/45   | テルセーラ     | 3位            | ヘルマン・アダネス アンヘル・ソリア                                        | キリコ・アルテアガ |                                         |
| 1945/46   | テルセーラ     | 1位            | アンヘル・ソリア                                                           | アントニオ・バリオス |                                         |
| 1946/47   | テルセーラ     | 1位            | フアン・レプレサ                                                           | アントニオ・バリオス | セグンダ昇格                            |
| 1947/48   | セグンダ       | 1位            | フアン・レプレサ                                                           | アントニオ・バリオス | プリメーラ昇格                          |
| 1948/49   | プリメーラ     | 12位           | フアン・レプレサ                                                           | エレニオ・エレーラ |                                         |
| 1949/50   | プリメーラ     | 9位            | フアン・レプレサ                                                           | アントニオ・バリオス フリアン・バケーロ アントニオ・バリオス                                                              | 国王杯準優勝                            |
| 1950/51   | プリメーラ     | 6位            | マヌエル・アキーソ                                                         | フアン・アントニオ・イピーニャ                                                                                            |                                         |
| 1951/52   | プリメーラ     | 8位            | ラモン・プラデラ                                                           | フアン・アントニオ・イピーニャ                                                                                            |                                         |
| 1952/53   | プリメーラ     | 12位           | ラモン・プラデラ                                                           | ホセ・イララゴーリ |                                         |
| 1953/54   | プリメーラ     | 12位           | ラモン・プラデラ                                                           | ルイス・ミロ |                                         |
| 1954/55   | プリメーラ     | 9位            | ラモン・プラデラ                                                           | ルイス・ミロ |                                         |
| 1955/56   | プリメーラ     | 9位            | ラモン・プラデラ                                                           | ルイス・ミロ |                                         |
| 1956/57   | プリメーラ     | 8位            | ラモン・プラデラ                                                           | ラファエル・ジュンタ |                                         |
| 1957/58   | プリメーラ     | 15位           | ラモン・プラデラ                                                           | ラファエル・ジュンタ ホセ・ルイス・サソ                                                                                   | セグンダ降格                            |
| 1958/59   | セグンダ       | 1位            | カルロス・オルテガ                                                         | ホセ・ルイス・サソ | プリメーラ昇格                          |
| 1959/60   | プリメーラ     | 13位           | カルロス・オルテガ                                                         | ホセ・ルイス・サソ |                                         |
| 1960/61   | プリメーラ     | 15位           | カルロス・オルテガ                                                         | ホセ・ルイス・サソ ペドロ・エギルス パコ・レスメス                                                                        | セグンダ降格                            |
| 1961/62   | セグンダ       | 2位            | ホセ・マヌエル・アラルテ                                                   | パコ・レスメス マヌエル・ソレール エリベルト・エレーラ                                                                    | プリメーラ昇格                          |
| 1962/63   | プリメーラ     | 4位            | ホセ・マヌエル・アラルテ                                                   | アントニオ・ラマレッツ |                                         |
| 1963/64   | プリメーラ     | 16位           | ホセ・マヌエル・アラルテ                                                   | アンヘル・スビエタ パコ・レスメス                                                                                         | セグンダ降格                            |
| 1964/65   | セグンダ       | 3位            | ホセ・マヌエル・アラルテ                                                   | ハノス・カルメル フリアン・バケーロ                                                                                       |                                         |
| 1965/66   | セグンダ       | 4位            | ホセ・ルイス・サソ                                                         | アントニオ・バリオス アントニオ・ラマレッツ                                                                               |                                         |
| 1966/67   | セグンダ       | 9位            | ホセ・ルイス・サソ                                                         | ペドロ・トーレス エクトル・マルティン エミリオ・アルデコア エクトル・マルティン エミリオ・アルデコア エクトル・マルティン |                                         |
| 1967/68   | セグンダ       | 2位            | アントニオ・アルフォンソ                                                   | ホセ・モリヌエボ エンリケ・オリサオラ                                                                                     |                                         |
| 1968/69   | セグンダ       | 10位           | アントニオ・アルフォンソ                                                   | アントニオ・バリオス エンリケ・オリサオラ                                                                                 |                                         |
| 1969/70   | セグンダ       | 17位           | アントニオ・アルフォンソ                                                   | ホセ・アントニオ・オルメド ホセ・ルイス・サソ ヘラルド・コケ                                                              | テルセーラ降格                          |
| 1970/71   | テルセーラ     | 2位            | サンティアゴ・ガジェゴ                                                     | ヘラルド・コケ エクトル・マルティン                                                                                       | セグンダ昇格                            |
| 1971/72   | セグンダ       | 7位            | サンティアゴ・ガジェゴ                                                     | エクトル・マルティン |                                         |
| 1972/73   | セグンダ       | 5位            | サンティアゴ・ガジェゴ                                                     | エクトル・マルティン |                                         |
| 1973/74   | セグンダ       | 7位            | サンティアゴ・ガジェゴ                                                     | グスタボ・ビオスカ フェルナンド・レドンド                                                                                 |                                         |
| 1974/75   | セグンダ       | 11位           | フェルナンド・アロンソ                                                     | フェルナンド・レドンド サンティアゴ・バスケス ルディ・グーテンドルフ                                                      |                                         |
| 1975/76   | セグンダ       | 4位            | フェルナンド・アロンソ                                                     | エクトル・ヌニェス |                                         |
| 1976/77   | セグンダ       | 12位           | フェルナンド・アロンソ                                                     | ルイス・アロイ ホセ・ルイス・サソ                                                                                         |                                         |
| 1977/78   | セグンダ       | 7位            | フェルナンド・アロンソ                                                     | パキート |                                         |
| 1978/79   | セグンダ       | 4位            | ゴンサロ・アロンソ                                                         | パチン |                                         |
| 1979/80   | セグンダ       | 2位            | ゴンサロ・アロンソ                                                         | エウセビオ・リオス | プリメーラ昇格                          |
| 1980/81   | プリメーラ     | 12位           | ゴンサロ・アロンソ                                                         | パキート |                                         |
| 1981/82   | プリメーラ     | 9位            | ゴンサロ・アロンソ                                                         | パキート |                                         |
| 1982/83   | プリメーラ     | 12位           | マヌエル・エステバン                                                       | フェリペ・メソネス サンティ・ジョレンテ J・L・ガルシア・トライド                                                          |                                         |
| 1983/84   | プリメーラ     | 14位           | ペドロ・サン・マルティン マリアーノ・エルナンデス ゴンサロ・アロンソ       | J・L・ガルシア・トライド フェルナンド・レドンド                                                                           | コパ・デ・ラ・リーガ優勝                |
| 1984/85   | プリメーラ     | 13位           | ゴンサロ・アロンソ                                                         | フェルナンド・レドンド |                                         |
| 1985/86   | プリメーラ     | 10位           | ゴンサロ・アロンソ                                                         | ビセンテ・カンタトーレ |                                         |
| 1986/87   | プリメーラ     | 10位           | ゴンサロ・アロンソ ホセ・アガド ミゲル・ペレス                             | ビセンテ・カンタトーレ ハビエル・アスカルゴルタ アントニオ・サントス ホセ・ペレス・ガルシア                               |                                         |
| 1987/88   | プリメーラ     | 8位            | ミゲル・ペレス                                                             | ビセンテ・カンタトーレ |                                         |
| 1988/89   | プリメーラ     | 6位            | ミゲル・ペレス                                                             | ビセンテ・カンタトーレ | 国王杯準優勝                            |
| 1989/90   | プリメーラ     | 16位           | ミゲル・ペレス カルロス・スニガ                                            | ホシプ・スコブラル ホセ・モレ フェルナンド・レドンド                                                                      |                                         |
| 1990/91   | プリメーラ     | 9位            | ゴンサロ・ゴンサロ                                                         | パチョ |                                         |
| 1991/92   | プリメーラ     | 19位           | ゴンサロ・ゴンサロ アンドレス・マルティン マルコス・フェルナンデス         | パチョ ハビエル・ジェペス                                                                                                 | セグンダ降格                            |
| 1992/93   | セグンダ       | 2位            | マルコス・フェルナンデス                                                   | マルコ・アントニオ・ボロナ ホセ・ルイス・サソ フェリペ・メソネス                                                          | プリメーラ昇格                          |
| 1993/94   | プリメーラ     | 18位           | マルコス・フェルナンデス                                                   | フェリペ・メソネス ホセ・モレ                                                                                             |                                         |
| 1994/95   | プリメーラ     | 19位           | マルコス・フェルナンデス                                                   | ビクトル・エスパラーゴ ホセ・モレ フェルナンド・レドンド アントニオ・サントス                                             |                                         |
| 1995/96   | プリメーラ     | 16位           | マルコス・フェルナンデス                                                   | ラファエル・ベニテス アントニオ・サントス ビセンテ・カンタトーレ                                                          |                                         |
| 1996/97   | プリメーラ     | 7位            | マルコス・フェルナンデス                                                   | ビセンテ・カンタトーレ |                                         |
| 1997/98   | プリメーラ     | 11位           | マルコス・フェルナンデス マルコス・フェルモセージェ                        | ビセンテ・カンタトーレ アントニオ・サントス セルギイェ・クレシッチ                                                        |                                         |
| 1998/99   | プリメーラ     | 12位           | マルコス・フェルモセージェ                                                 | セルギイェ・クレシッチ |                                         |
| 1999/2000 | プリメーラ     | 8位            | マルコス・フェルモセージェ アンヘル・フェルモセージェ イグナシオ・レウィン | グレゴリオ・マンサーノ |                                         |
| 2000/01   | プリメーラ     | 16位           | イグナシオ・レウィン カルロス・スアレス                                    | パンチョ・フェレーロ ホセ・モレ                                                                                           |                                         |
| 2001/02   | プリメーラ     | 12位           | カルロス・スアレス                                                         | ホセ・モレ |                                         |
| 2002/03   | プリメーラ     | 14位           | カルロス・スアレス                                                         | ホセ・モレ |                                         |
| 2003/04   | プリメーラ     | 18位           | カルロス・スアレス                                                         | フェルナンド・バスケス アントニオ・サンチェス・サントス                                                                   | セグンダ降格                            |
| 2004/05   | セグンダ       | 6位            | カルロス・スアレス                                                         | セルギイェ・クレシッチ マルコス・アロンソ・ペーニャ                                                                       |                                         |
| 2005/06   | セグンダ       | 10位           | カルロス・スアレス                                                         | マルコス・アロンソ・ペーニャ アルフレド・メリーノ                                                                         |                                         |
| 2006/07   | セグンダ       | 1位            | カルロス・スアレス                                                         | ホセ・ルイス・メンディリバル                                                                                              | プリメーラ昇格                          |
| 2007-08   | プリメーラ     | 15位           | カルロス・スアレス                                                         | ホセ・ルイス・メンディリバル                                                                                              |                                         |
| 2008-09   | プリメーラ     | 15位           | カルロス・スアレス                                                         | ホセ・ルイス・メンディリバル                                                                                              |                                         |
| 2009-10   | プリメーラ     | 18位           | カルロス・スアレス                                                         | ホセ・ルイス・メンディリバル オネシモ・サンチェス ハビエル・クレメンテ                                                    | セグンダ降格                            |
| 2010-11   | セグンダ       | 7位            | カルロス・スアレス                                                         | アントニオ・ゴメス アベル・レシーノ                                                                                       | 昇格プレーオフ出場                      |
| 2011-12   | セグンダ       | 3位            | カルロス・スアレス                                                         | ミロスラヴ・ジュキッチ | プリメーラ昇格                          |
| 2012-13   | プリメーラ     | 14位           | カルロス・スアレス                                                         | ミロスラヴ・ジュキッチ |                                         |
| 2013-14   | プリメーラ     | 19位           | カルロス・スアレス                                                         | フアン・イグナシオ・マルティネス                                                                                          | セグンダ降格                            |
| 2014-15   | セグンダ       | 5位            | カルロス・スアレス                                                         | ルビ | 昇格プレーオフ出場                      |
| 2015-16   | セグンダ       | 16位           | カルロス・スアレス                                                         | ガイスカ・ガリターノ ミゲル・アンヘル・ポルトゥガル アルベルト・ロペス                                                    |                                         |
| 2016-17   | セグンダ       | 7位            | カルロス・スアレス                                                         | パコ・エレーラ |                                         |
| 2017-18   | セグンダ       | 5位            | カルロス・スアレス                                                         | ルイス・セサル・サンペドロ セルヒオ・ゴンサレス                                                                           | プリメーラ昇格                          |
| 2018-19   | プリメーラ     | 16位           | ロナウド                                                                   | セルヒオ・ゴンサレス |                                         |
| 2019-20   | プリメーラ     | 13位           | ロナウド                                                                   | セルヒオ・ゴンサレス |                                         |
| 2020-21   | プリメーラ     | 19位           | ロナウド                                                                   | セルヒオ・ゴンサレス | セグンダ降格                            |
| 2021-22   | セグンダ       | 2位            | ロナウド                                                                   | パチェタ | プリメーラ昇格                          |
| 2022-23   | プリメーラ     | 18位           | ロナウド                                                                   | パチェタ パウロ・ペッツォラーノ                                                                                           | セグンダ降格                            |
| 2023-24   | セグンダ       | 2位            | ロナウド                                                                   | パウロ・ペッツォラーノ | プリメーラ昇格                          |
| 2024-25   | プリメーラ     | 位             | ロナウド                                                                   | ディエゴ・コッカ アルバロ・ルビオ                                                                                         |                                         |

- 47シーズン - プリメーラ・ディビシオン
- 37シーズン - セグンダ・ディビシオン
- 9シーズン - テルセーラ・ディビシオン

### 欧州カップ戦の歴史

#### UEFAカップ
| シーズン | ラウンド   | 対戦相手               | ホーム | アウェー | 合計 |  |
| -------- | ---------- | ---------------------- | ------ | -------- | ---- |  |
| 1984–85  | ラウンド64 | NKリエカ               | 1-0    | 1-4      | 2-4  |  |
| 1997–98  | ラウンド64 | スコントFC             | 2-0    | 0-1      | 2-1  |  |
| 1997–98  | ラウンド32 | FCスパルタク・モスクワ | 1-2    | 0-2      | 1-4  |  |

#### UEFAカップウィナーズカップ
| シーズン | ラウンド   | 対戦相手                 | ホーム | アウェー     | 合計        |  |
| -------- | ---------- | ------------------------ | ------ | ------------ | ----------- |  |
| 1989–90  | ラウンド32 | ハムルン・スパルタンズFC | 5-0    | 1-0          | 6-0         |  |
| 1989–90  | ラウンド16 | ユールゴーデンIF         | 2-0    | 2-2          | 4-2         |  |
| 1989–90  | 準々決勝   | ASモナコ                 | 0-0    | 0-0 (a.e.t.) | 0-0 (1-3 p) |  |

## 現所属メンバー
2025年3月5日現在
注：選手の国籍表記はFIFAの定めた代表資格ルールに基づく。
| No. | Pos. |              | 選手名                   |
| --- | ---- | ------------ | ------------------------ |
| 1   | GK   | ポルトガル   | アンドレ・フォレイラ     |
| 2   | DF   | スペイン     | ルイス・ペレス           |
| 3   | DF   | スペイン     | ダビド・トーレス         |
| 4   | MF   | ハンガリー   | タマシュ・ニキッチャー   |
| 5   | DF   | スペイン     | ハビ・サンチェス         |
| 6   | DF   | トルコ       | ジェンク・エズカジャル   |
| 7   | FW   | セネガル     | ママドゥ・シラ ()        |
| 8   | MF   | オーストリア | フロリアン・グリリッチュ |
| 9   | FW   | ブラジル     | マルコス・アンドレ ()    |
| 10  | FW   | スペイン     | イバン・サンチェス       |
| 11  | FW   | スペイン     | ラウール・モロ           |
| 12  | DF   | スペイン     | マリオ・マルティン       |
| 13  | GK   | エストニア   | カール・ハイン           |

| No. | Pos. |            | 選手名                    |
| --- | ---- | ---------- | ------------------------- |
| 14  | FW   | スペイン   | フアンミ・ラタサ          |
| 15  | DF   | スイス     | エライ・キュマルト ()     |
| 16  | DF   | ガーナ     | ジョセフ・エイドゥー      |
| 18  | FW   | ベネズエラ | ダルウィン・マチス ()     |
| 19  | FW   | セネガル   | アマト・エンディアイエ () |
| 20  | MF   | クロアチア | スタンコ・ユリッチ        |
| 21  | MF   | モロッコ   | セリム・アマラー ()       |
| 22  | DF   | イタリア   | アントニオ・カンデーラ    |
| 23  | MF   | モロッコ   | アヌアル・トゥハミ ()     |
| 24  | FW   | ブラジル   | ケネディ                  |
| 28  | MF   | スペイン   | チュキ                    |
| 39  | DF   | モロッコ   | アダム・アズノウ ()       |

監督
- ギジェルモ・アルマダ

リザーブチーム
注：選手の国籍表記はFIFAの定めた代表資格ルールに基づく。
| No. | Pos. |          | 選手名             |
| --- | ---- | -------- | ------------------ |
| 26  | GK   | スペイン | アルナウ・ラフス   |
| 29  | FW   | スペイン | アドリアン・アルヌ |
| 30  | DF   | スペイン | ラウール・チャスコ |

| No. | Pos. |          | 選手名             |
| --- | ---- | -------- | ------------------ |
| 32  | DF   | スペイン | コケ・イグレシアス |
| 34  | MF   | スペイン | マリオ・マロト     |

### ローン移籍
in
注：選手の国籍表記はFIFAの定めた代表資格ルールに基づく。
| No. | Pos. |              | 選手名                                                  |
| --- | ---- | ------------ | ------------------------------------------------------- |
| 6   | DF   | トルコ       | ジェンク・エズカジャル (バレンシア)                     |
| 8   | MF   | オーストリア | フロリアン・グリリッチュ (ホッフェンハイム)             |
| 12  | DF   | スペイン     | マリオ・マルティン (レアル・マドリード・カスティージャ) |
| 13  | GK   | エストニア   | カール・ハイン (アーセナル)                             |

| No. | Pos. |          | 選手名                                       |
| --- | ---- | -------- | -------------------------------------------- |
| 15  | DF   | スイス   | エライ・キュマルト (バレンシア) ()           |
| 16  | DF   | ガーナ   | ジョセフ・エイドゥー (セルタ・デ・ビーゴ)    |
| 22  | DF   | イタリア | アントニオ・カンデーラ (ヴェネツィア)        |
| 39  | DF   | モロッコ | アダム・アズノウ (バイエルン・ミュンヘン) () |

out
注：選手の国籍表記はFIFAの定めた代表資格ルールに基づく。
| No. | Pos. |            | 選手名                                  |
| --- | ---- | ---------- | --------------------------------------- |
| --  | MF   | クロアチア | スティペ・ビウク (ハイドゥク・スプリト) |
| --  | MF   | スペイン   | ビクトル・メセゲル (ラシン)             |

| No. | Pos. |          | 選手名                          |
| --- | ---- | -------- | ------------------------------- |
| --  | GK   | スペイン | アルバロ・アセベス (エルデンセ) |

## 歴代所属選手

### GK
- アントニ・ラマレッツ 1946-1947
- レネ・イギータ 1991-1992
- セサル・サンチェス 1991-2000
- リカルド・ロペス 1998-2002
- アルバノ・ビサーリ 2000-2006
- ハコボ・サンス 2005-2007, 2009-2011
- リュドヴィク・ビュテル 2007-2008
- セルヒオ・アセンホ 2007-2009
- フスト・ビジャール 2008-2011

### DF
- ラファエル・レスメス 1949-1952, 1960-1962
- アントニオ・デラ・クルス 1960
- マヌエル・サンチス 1961-1964
- ハビエル・トーレス・ゴメス 1993-2005
- ミオドラグ・ベロデディチ 1994-1995
- マルコ・サンディ 1995-1996
- アルベルト・マルコス・レイ 1995-2010
- ガブリエル・エインセ 1997-1998, 1999-2001
- ガルシア・カルボ 1997-2001, 2006-2009
- アントニオ・バラガン 2009-2011
- セサール・アルソ 2009-2010

### MF
- チュス・ペレダ 1958-1959
- フリオ・カルデニョサ 1971-1974
- エウセビオ・サクリスタン・メナ 1983-1987, 1997-2002
- マヒコ・ゴンサレス 1984-1986
- フェルナンド・イエロ 1987-1989
- ホセ・ルイス・カミネロ 1989-1993, 1998-2004
- リオネル・アルヴァレス 1990-92
- カルロス・バルデラマ 1991-1992
- ルベン・バラハ 1993-1996
- ベンハミン 1995-1998
- フアン・ビスカイーノ 1998-2000
- ルイス・ガルシア (1978年生のサッカー選手) 2001-2002
- ゴンサーロ・コルサ 2002-2003
- シシ 2006-2008, 2009-2012
- ボルハ・フェルナンデス 2006-2010
- ファビアン・エストヤノフ 2007
- ディエゴ・カマーチョ 2007-2008
- エクトル・フォント 2009-2011
- マルキートス 2009-2012
- ヴァルデト・ラマ 2013-2014

### FW
- マヌエル・バデネス 1956-1958
- グレゴリオ・フォンセカ 1984-1992, 1995-1996
- ガブリエル・モジャ 1986-1991
- ロドリゴ・ファブリ 1999-2000
- イバン・カビエデス 1999-2000
- クアウテモク・ブランコ 2000-2002
- 城彰二 2000.1-2000.6
- アリザ・マククラ 2003-2004
- ビクトル 1996-2000, 2004-2009
- ホセバ・ジョレンテ 2005-2008
- ヘノク・ゴイトム 2008-2009
- ジエゴ・ダ・シウヴァ・コスタ 2009-2010
- アルベルト・ブエノ 2009-2013
- マヌーショ 2009-2014

## 歴代監督
- イストヴァーン・プラットコー 1928-1931
- アントン・アチャランダバソ 1931-1934
- イストヴァーン・プラットコー 1934-1940
- フアン・ビルバオ 1940-1941
- カルロス・プラットコー 1941-1943
- アルフォンソ・マルティネス 1943
- ホセ・プラナス 1943-1944
- アルカディオ・アルテアガ 1944-1945
- アントニオ・バリオス 1945-1948
- エレニオ・エレーラ 1948-1949
- アントニオ・バリオス 1949-1950
- フアン・アントニオ・イピーニャ 1951-1952
- ホセ・イララゴーリ 1952-1953
- ルイス・ミロ 1953-1956
- ラファエル・ユンタ 1956-1958
- ホセ・ルイス・サソ 1958-1960
- ペドロ・エギルス 1960-1961
- フランシスコ・レスメス 1961-1962
- マヌエル・ソレール 1961-1962
- エリベルト・エレーラ 1962
- アントニ・ラマレッツ 1962-1963
- アンヘル・スビエタ 1963
- フランシスコ・レスメス 1963-1964
- フリアン・バケーロ 1964
- カルマール・イェネー 1964-1965
- アントニ・ラマレッツ 1965-1966
- ペドロ・トーレス 1966
- エクトル・マルティン 1966
- エミリオ・アルデコア 1966-1967
- ホセ・ルイス・モリヌエボ 1967
- エンリケ・オリサオラ 1967-1968
- ホセ・アントニオ・オルメド 1969
- ホセ・ルイス・サソ 1969-1970
- ヘラルド・コケ 1970
- エクトル・マルティン 1970-1972
- チェチェ・マルティン 1972-1973
- グスタウ・ビオスカ 1973
- フェルナンド・レドンド 1973-1974
- ルディ・グーテンドルフ 1974 -1975
- エクトル・ヌニェス 1975-1976
- ルイス・アロイ 1976
- ホセ・ルイス・サソ 1976-1977
- パキート・ガルシア 1977-1978
- パチン 1978-1979
- エウセビオ・リオス 1979-1980
- パキート・ガルシア 1980-1982
- フェリペ・メソネス 1980-1982
- ホセ・ルイス・トライド 1982-1984
- フェルナンド・レドンド 1984-1985
- ビセンテ・カンタトーレ 1985-1986
- ハビエル・アスカルゴルタ 1986-1987
- アントニオ・サンチェス・サントス 1987
- ホセ・ペレス・ガルシア 1987
- ビセンテ・カンタトーレ 1987-1989
- ヨシップ・スコブラル 1989
- ホセ・モレ・ボネ 1989
- フェルナンド・レドンド 1990
- フランシスコ・マトゥラナ 1990-1992
- ハビエル・イェペス・ペニャス 1992
- マルコ・アントニオ・ボロナト 1992
- ホセ・ルイス・サソ 1992-1993
- フェリペ・メソネス 1993-1994
- ホセ・モレ・ボネ 1994
- ビクトル・エスパラゴ 1994-1995
- ホセ・モレ・ボネ 1995
- フェルナンド・レドンド 1995
- アントニオ・サンチェス・サントス 1995
- ラファエル・ベニテス 1995-1996
- アントニオ・サンチェス・サントス 1996
- ビセンテ・カンタトーレ 1995-1997
- アントニオ・サンチェス・サントス 1997
- セルギイェ・クレシッチ 1997-1999
- グレゴリオ・マンサーノ 1999-2000
- フランシスコ・フェラーロ 2000-2001
- ホセ・モレ・ボネ 2001-2003
- フェルナンド・バスケス 2003-2004
- アントニオ・サンチェス・サントス 2004
- セルギイェ・クレシッチ 2004-2005
- マルコス・アロンソ 2005-2006
- アルフレド・メリーノ・タマヨ 2006
- ホセ・ルイス・メンディリバル 2006-2010
- オネシモ・サンチェス 2010
- ハビエル・クレメンテ 2010
- アントニオ・ゴメス・ペレス 2010
- アベル・レシーノ 2010-2011
- ミロスラヴ・ジュキッチ 2011-2013
- フアン・イグナシオ・マルティネス 2013-2014
- ルビ 2014-2015
- ガイスカ・ガリターノ 2015
- ミゲル・アンヘル・ポルトゥガル 2015-2016
- アルベルト・ロペス・フェルナンデス 2016
- パコ・エレーラ 2016-2017
- ルイス・セサル・サンペドロ 2017-2018
- セルヒオ・ゴンサレス 2018-2021
- パチェタ 2021-2023
- パウロ・ペッツォラーノ 2023-2024
- ディエゴ・コッカ 2024-2025
- アルバロ・ルビオ 2025
- ギジェルモ・アルマダ 2025-